# Psychotria merrittioides
Psychotria merrittioides är en måreväxtart som beskrevs av Seymour Hans Sohmer och Aaron Paul Davis. Psychotria merrittioides ingår i släktet Psychotria och familjen måreväxter. Inga underarter finns listade i Catalogue of Life.